# Mary Reid Macarthur
Mary Reid Macarthur (13 d'agost del 1880 - 1 de gener del 1921) fou una sufragista i sindicalista escocesa. Fou secretària general de la Lliga de Sindicats de Dones i va participar en la formació de la Federació Nacional de Dones Treballadores i National Anti-Sweating League. El 1910, Mary Macarthur va dirigir les obreres de Cradley Heath cap a la victòria en la seua lluita per un salari mínim i una vaga per a obligar-hi els patrons. Cap al 1901, Mary Macarthur es va sindicar després d'escoltar un discurs de John Turner sobre el maltractament que rebien alguns treballadors per part dels patrons. Mary fou secretària de la branca d'Ayr del Sindicat d'Assistents de Taller, i això la feu treballar per la millora de les condicions laborals de les dones. El 1902 Mary es va fer amiga de Margaret Bondfield, que l'animà a assistir a la conferència nacional del sindicat, en què Mary Macarthur fou la primera dona triada per a l'executiu nacional del sindicat.

## Vida familiar
Mary Reid Macarthur nasqué el 13 d'agost del 1880 a Glasgow, la major de sis fills de John Duncan Macarthur, propietari d'un negoci de draps, i Anne Elizabeth Martin. Estudià en l'Escola Secundària Femenina de Glasgow i, després d'editar la revista de l'escola, volia ser escriptora. Després va passar un temps estudiant a Alemanya abans de tornar a Escòcia per a treballar per al seu pare com a comptable.
Mary es va casar amb William Crawford Anderson, president del comité executiu del Partit Laborista Independent, el 1911. El seu primer fill va morir en nàixer, el 1913, i la seua filla Anne Elizabeth nasqué el 1915. William va morir quatre anys després per la grip el 1918. Maria va morir de càncer a Golders Green, Londres, l'1 de gener del 1921.

## Activisme sindical

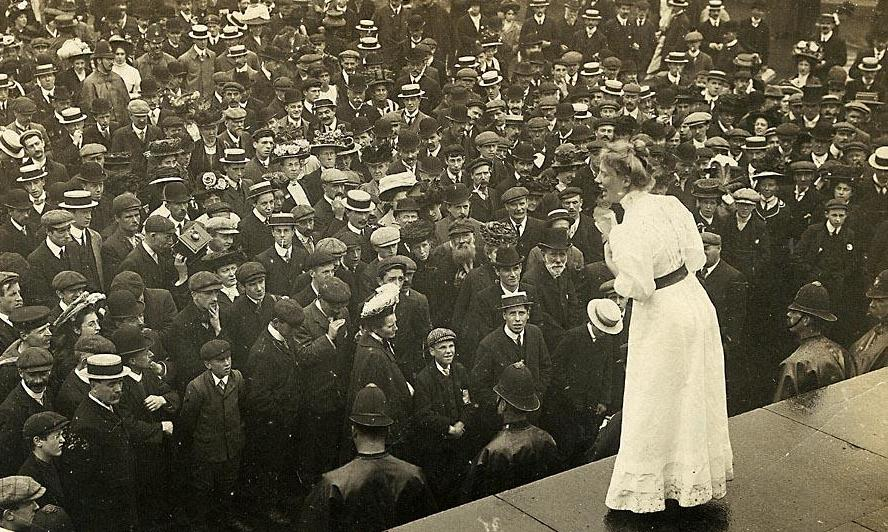
Mary Macarthur en un míting a Trafalgar Square, Londres, durant la vaga de fabricants de caixes de Corruganza, 1908

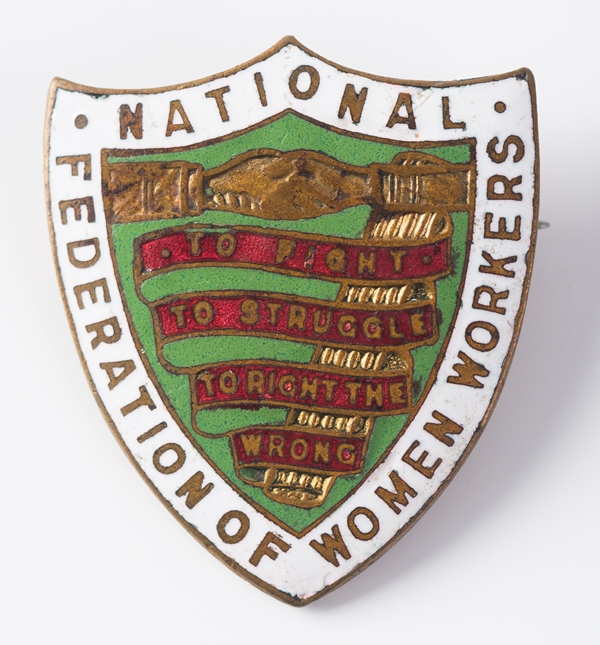
Insígnia de la Federació Nacional de Dones Treballadores: «Per a lluitar, per a resistir, per a corregir la injustícia»

El 1903 Mary Macarthur se n'anà a Londres i fou secretària de la Lliga de Sindicats de Dones. Activa en la lluita pel vot, s'oposà totalment als de la NUWSS i la WSPU que volien acceptar que el dret es donàs només a certs grups de dones. Macarthur creia que una franquícia limitada perjudicaria la classe obrera i temia que pogués actuar en contra de la concessió del ple sufragi dels adults.
La Lliga de Sindicats de Dones s'uní als sindicats de dones de diferents oficis, amb alguns membres de classe mixta. Els objectius contradictoris dels afiliats a diferents organitzacions van impedir que la lliga s'afiliàs al Congrés de Sindicats.
Per a resoldre el conflicte Macarthur fundà la Federació Nacional de Dones Treballadores el 1906. El model n'era un sindicat general, «obert a totes les dones en oficis no organitzats o que no han estat admeses en el seu sindicat». Aquesta federació és anterior a la National Union of General Workers (UK) —del 1921—, dirigida per a dones.
Mary Macarthur lluitava pel sufragi universal en lloc dels enfocaments graduals tant dins del moviment sindical com del moviment feminista. «Mary Macarthur pensava que si les dones tinguessen dret a les mateixes condicions que els hòmens, menys del 5% de les dones treballadores serien elegibles». (Tony Cliff quoting the Proceedings, National Women's Trade Union League, USA (1919), p. 29)
Va participar en l'Exhibition of Sweated Industries del 1905 i en la formació de la National Anti-Sweating League de Gran Bretanya el 1906. A l'any següent fundà el Women Worker, un diari mensual per a dones sindicalistes. Al 1908, després de sis setmanes a l'hospital per diftèria, presentà els resultats de la seua recerca —en les zones més pobres de Londres—, amb dones que treballaven a casa, a la Casa de Comité dels comunistes sobre el treball a casa.
Es va aprovar una forma de llei de salari mínim, l'Acta de la Junta de Comerç de 1909, per l'activisme de Mary Macarthur i d'altres. El 1909 The New York Times publicà un article sobre Macarthur que palesa algunes de les divisions en el moviment de dones en aquest moment i a l'altra banda de l'Atlàntic.

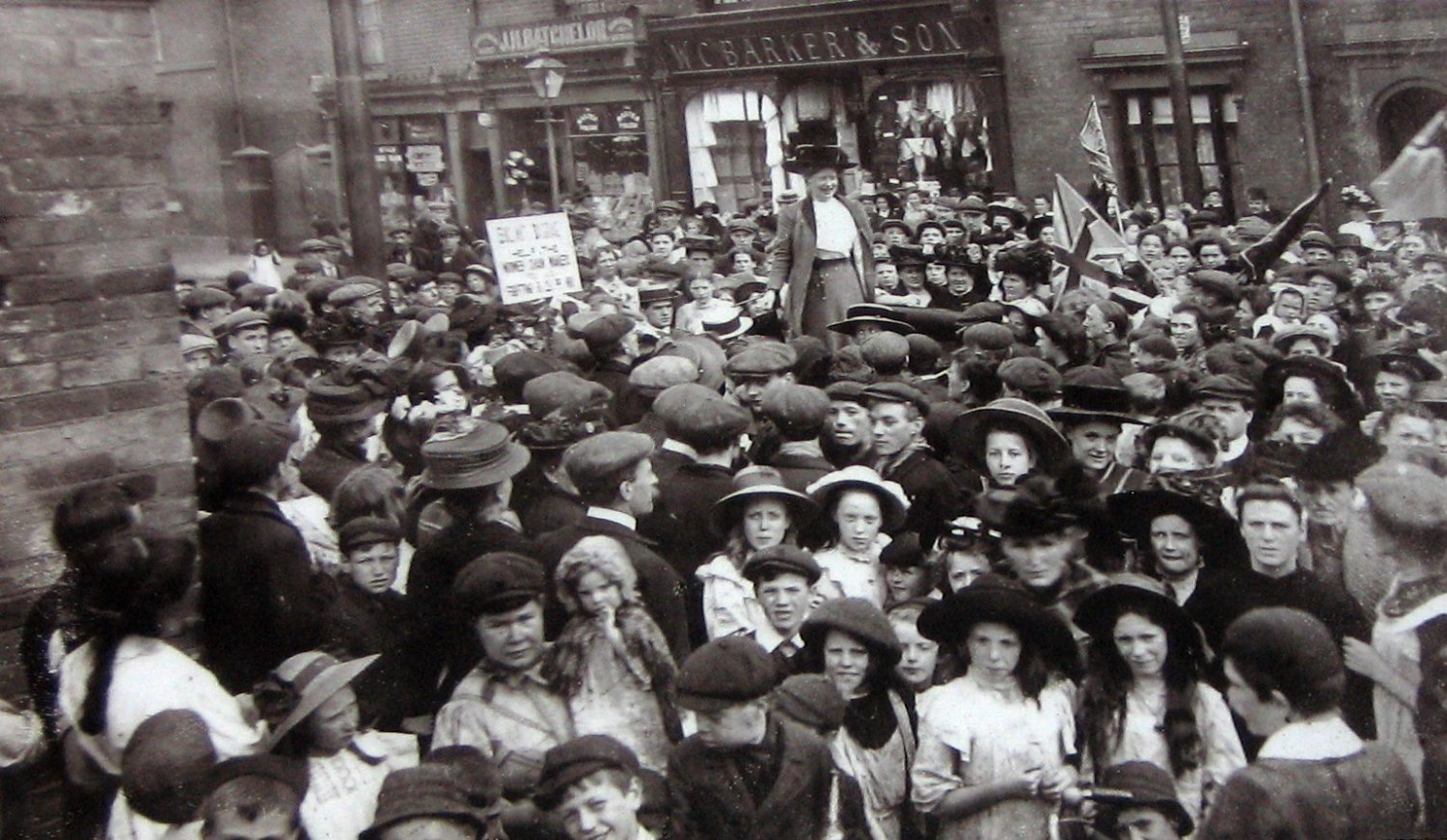
Macarthur en un míting durant la vaga de les obreres en cadena, Cradley Heath, 1910

En 1910 les obreres en cadena de Cradley Heath guanyaren la batalla per a establir el dret a un salari just després d'una vaga de 10 setmanes. Aquesta victòria canvià les vides de milers de treballadores que guanyaven poc més que «salaris de fam». Mary Macarthur dirigí la lluita de les obreres en cadena, per un millor salari. Macarthur va comentar que «les dones no estan organitzades perquè estan mal pagades, i mal pagades perquè no estan organitzades». El conflicte acabà el 22 d'octubre del 1910 quan el darrer patró va acceptar pagar el salari mínim. El Cradley Heath Workers' Institute es finançà amb diners sobrants del fons de les vagues del 1910.
Mary Macarthur fou enviada a l'agost del 1911, a l'Aixecament de Bermondsey. A principis del 1911 Ada Salter havia fundat una branca de la Lliga Laboral de Dones (WLL) a Bermondsey i reclutava dones a les fàbriques de menjar i beguda per a la NFWW de Macarthur. A l'agost, les terribles condicions en algunes d'aquestes fàbriques es feren insuportables i 14.000 dones es posaren en vaga en 22 fàbriques. Mary Macarthur organitzà les vagues i va dirigir les negociacions. El punt culminant en fou un míting al Parc Southwark, en què el discurs de Macarthur fou recolzat per Sylvia Pankhurst, Charlotte Despard i George Lansbury. El 1911, Macarthur es va casar amb William Crawford Anderson, president del comité executiu del Partit Laborista, que seria des del 1914 fins al 1918 membre de la divisió Attercliffe de Sheffield.

## Llei del Gat i el Ratolí i l'esforç de guerra

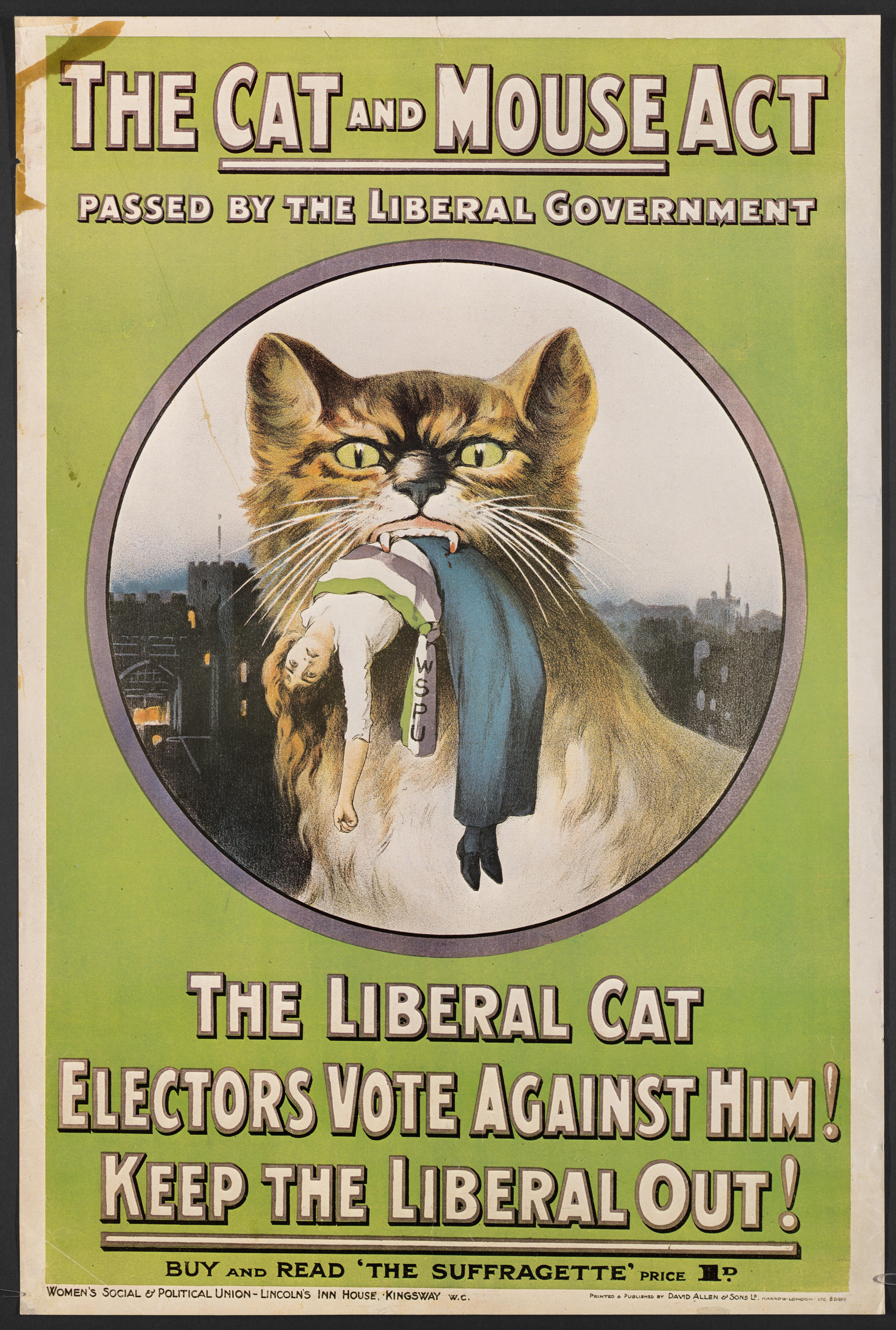
Pòster sobre la Llei del Gat i el Ratolí

A l'agost del 1913, en resposta a la Llei de Presoners del Govern —alta temporal per malaltia— , per la qual els presoners en vaga de fam serien alliberats quan estiguessen massa febles per ser actius i que permetia tornar-los a detenir quan estiguessen actius, Mary Macarthur formà part d'una delegació per a parlar amb el secretari de l'Interior, Reginald McKenna i discutir la Llei del Gat i el Ratolí.
McKenna no volgué parlar amb elles i quan les dones es van negar a abandonar la Cambra dels Comuns, Mary Macarthur i Margaret McMillan foren expulsades i Evelyn Sharp i Emmeline Pethick-Lawrence van ser tancades a la presó de Holloway. Tot i estar en contra de la guerra, Macarthur fou secretària del comité central del Ministeri de Treball sobre l'ocupació de les dones.

## Eleccions parlamentàries de Stourbridge del 1919
Després que la Llei de Representació del Poble del 1918 reconegués drets a les dones majors de trenta anys i la Llei del Parlament (Qualificació de les Dones) del 1918 reconegués a les dones presentar-se com a candidates al Parlament, Mary Macarthur es presentà com a candidata del Partit Laborista pel districte electoral del comtat de Stourbridge, Worcestershire, en les eleccions generals del 14 de desembre del 1919. Aquest districte electoral incloïa Halesowen, Oldbury, Cradley i Warley Woods. No incloïa la zona de Cradley Heath on havia dirigit la lluita de les obreres en cadena.
Durant la campanya va treballar en estreta col·laboració amb John Davison, el candidat laborista de la veïna Smethwick, per a derrotar a Christabel Pankhurst, que es presentava com a candidata de la Laborista de coalició amb el suport dels unionistes. Mary Macarthur va ser derrotada, igual que la majoria dels candidats pacifistes, incloent-hi el seu marit, William Anderson.
Mary Macarthur continuà en la Lliga de Sindicats de Dones i va exercir un paper important en la transformació de la secció de dones del Congrés de Sindicats.

## Llegat

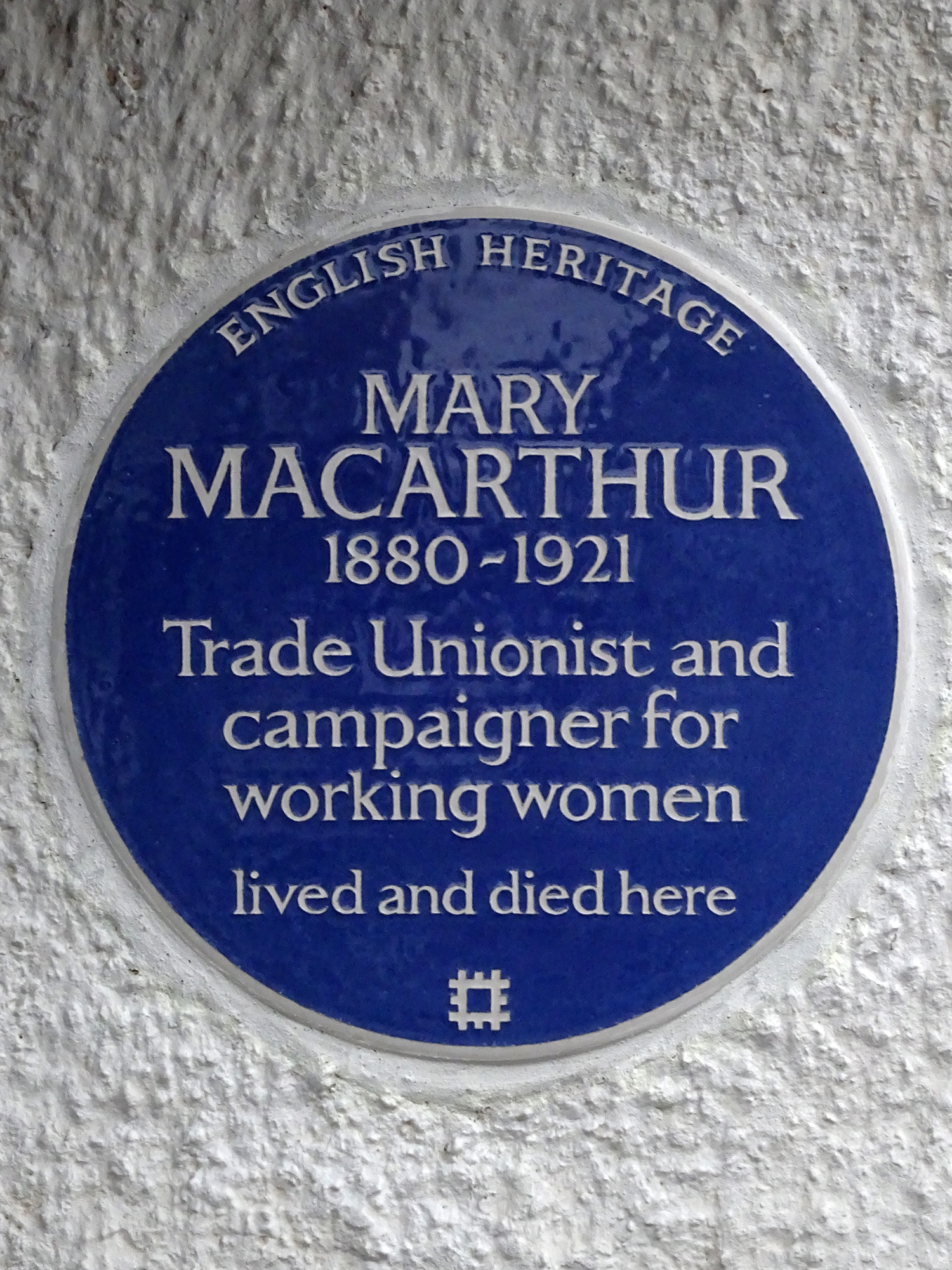
Placa blava al 42 de Woodstock Road, Golders Green

Una exposició sobre Mary Macarthur s'exhibeix en l'Institut de Treballadors de Cradley Heath, reconstruït en el Museu Vivent del País Negre.
Les Beques Mary Macarthur i el Fideïcomís Educatiu Mary Macarthur es crearen al 1922 i 1968, amb l'objectiu d'«avançar en les oportunitats educatives de les dones treballadores». Els premis s'atorguen en memòria de les «pioneres del sindicalisme», Mary Macarthur, Emma Paterson, Emilia Dilke i Jessie Stephen. Els actius es transferiren als Fideïcomisos Educatius de la TUC el 2010.
El 2012 s'inaugurà una estàtua de Mary Macarthur als seus jardins, a Cradley Heath, Terres Mitjanes Occidentals.
La vespra del Dia Internacional de les Dones del 2017, es penjà una placa blava a sa casa en el 42 de Woodstock Road de Golders Green, on vivia en el seu moment més destacat.
El seu nom i fotografia —amb els d'altres 58 dones sufragistes— són al sòcol de l'estàtua de Millicent Fawcett al Parliament Square de Londres, inaugurada al 2018.

## Cultura popular
Hi ha un festival que organitzen els sindicalistes locals cada juliol a Cradley Heath per a commemorar la vaga de les obreres en cadena del 1910.